# Keystone Cops

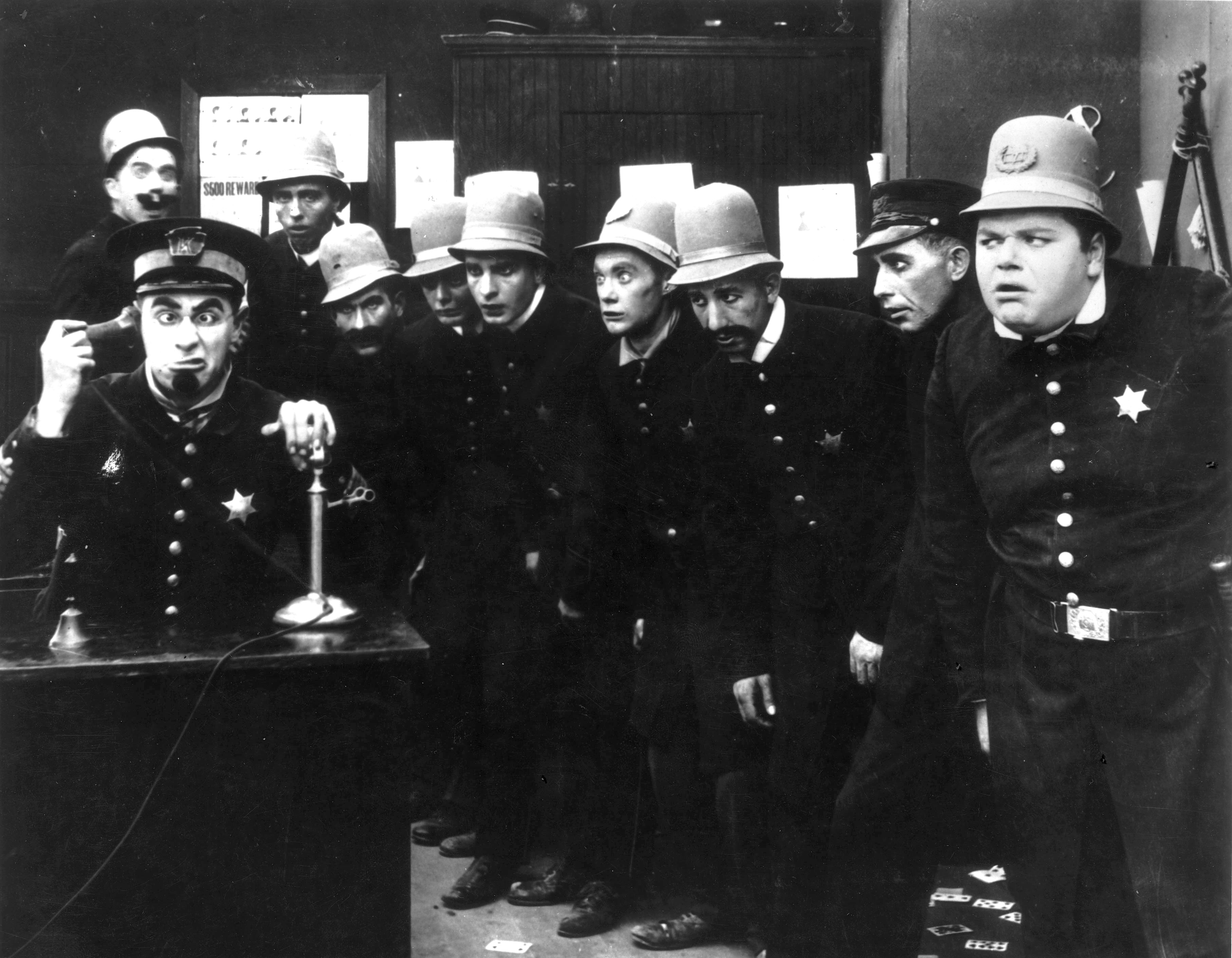
Des Keystone Kops dans Les Bandits du village (1914), avec notamment Fatty Arbuckle (au premier plan à droite)

Les Keystone Kops sont des policiers de fiction, vulgaires, hystériques et incompétents, qui apparaissent dans de nombreux films burlesques de la compagnie Keystone entre 1912 et 1917. Leur présence est le plus souvent l'occasion de poursuites endiablées.
Les acteurs sont renouvelés à chaque film, mais on reconnaît de nombreux acteurs de comédie qui y ont fait leurs armes au cinéma. Parmi ceux-ci : Fatty Arbuckle, Charley Chase, Edgar Kennedy, Hank Mann, Al St. John, Slim Summerville, Ford Sterling, Chester Conklin, James Finlayson, George Jeske, Bobby Dunn, Mack Riley, Charles Avery.
On considère que le premier film de la série est Hoffmeyer's legacy en 1912.